# Liu Boming
Liu Boming (ur. 29 października 1966 w prowincji Heilongjiang) – pilot wojskowy, chiński astronauta.

## Kariera astronauty
- 1998 – 1 stycznia został wybrany do pierwszej grupy chińskich astronautów (Chiny grupa 1). Kandydowało do niej ponad 1500 pilotów wojskowych. Od czerwca 2005 znajdował się w grupie sześciu astronautów kandydujących do lotu na pokładzie statku kosmicznego Shenzhou 6. Razem z nim trenował Jing Haipeng. Krótko przed zaplanowanym startem obaj zostali wyznaczeni dublerami podstawowej załogi misji.
- 2008 – 16 września oficjalnie podano, że znalazł się w składzie pierwszej załogi misji Shenzhou 7[1]. Start statku kosmicznego nastąpił 25 września 2008 o godz. 21:10 czasu chińskiego (13:10 UTC) z kosmodromu Jiuquan w prowincji Gansu[2]. Liu Boming pełnił funkcję operatora w trzyosobowej załodze, w której znaleźli się również: dowódca wyprawy Zhai Zhigang i Jing Haipeng. 27 września przez ponad 20 minut stojąc we włazie przedziału orbitalnego statku asekurował pracującego na zewnątrz Shenzhou 7 Zhai Zhiganga.

Stowarzyszenie Uczestników Lotów Kosmicznych (Association of Space Explorers) przyznało mu Universal Astronaut Insignia za lot orbitalny (nr 481).

## Wykaz lotów
| Lp. | Data startu      | Data lądowania   | Statek kosmiczny | Funkcja  | Czas trwania                         |
| --- | ---------------- | ---------------- | ---------------- | -------- | ------------------------------------ |
| 1   | 25 września 2008 | 28 września 2008 | « Shenzhou 7»    | Operator | 2 dni 20 godzin 27 minut i 35 sekund |
| 2   | 17 czerwca 2021  | 17 września 2021 | « Shenzhou 12»   | Operator | 92 dni, 4 godziny i 11 minut         |